# اسکیمز
اسکیمز یک شرکت خصوصی توزیع پوشاک است که توسط کیم کارداشیان، اما گرید و جنز گرید بنیان گذاشته شد. این کمپانی در ژانویهٔ ۲۰۲۲ بیش از ۳٫۲ میلیارد دلار ارزش‌گذاری شد.

## تاریخچه

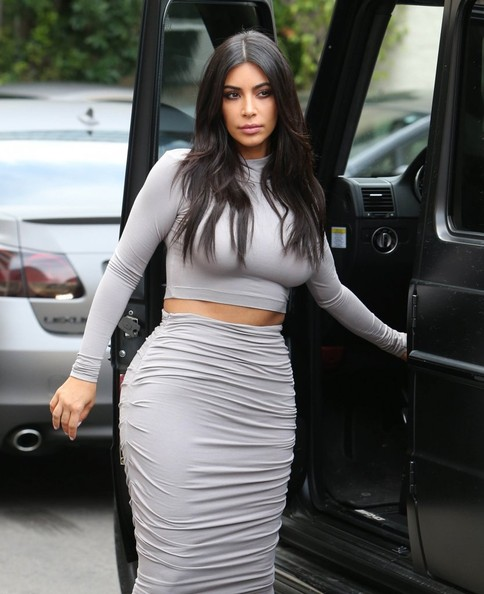
موسس کیم کارداشیان

این شرکت در ژوئن ۲۰۱۹ توسط کیم کاداشیان و شریک سوئدی او، جنز گرید تأسیس شد. گفته شده بود کانیه وست، همسر کیم کارداشیان در آن زمان، الهام‌بخش او برای راه‌اندازی و خلق لوگوی بی‌همتای این شرکت بوده‌است. مقدم بر راه‌اندازی این خط تولید، کیم کارداشیان حدود پانزده سال مشغول طراحی لباس و آزمون و خطا در این زمینه بوده‌است.
راه اندازی اولیهٔ اسکیمز منجر به کسب بیش از ۲ میلیون دلار سود شد و شرکت در ۱۰ دقیقه کالاهای خود را به فروش رساند. این شرکت ادعا می‌کند که در اولین سال فعالیت خود بیش از ۳ میلیون محصول فروخته‌است.
در آوریل ۲۰۲۱، ارزش این شرکت بیش از ۱٫۶ میلیارد دلار گزارش شد. پس از سرمایه‌گذاری‌های بیشتر، ارزش اسکیمز در ژانویهٔ ۲۰۲۲ بیش از ۳٫۲ میلیارد دلار گزارش شد.
در مارس ۲۰۲۲ اسکیمز در لیست ۱۰۰ کمپانی تأثیرگذار مجلهٔ تایمز قرار گرفت.